# David II d'Ibèria
David II (894-937) fou rei dels kartvels de la dinastia Bagrationi.
Era el fill gran d'Adarnases IV. Príncep de Qvel-Javakètia i duc del Baix Tao, fou rei titular d'Ibèria o dels kartvels (com a David I) com a successor del seu pare, sota la sobirania de facto d'Abkhàzia del 923 al 937. Igualment va rebre el títol de mestre de l'Imperi Romà d'Orient.
Sense unió coneguda, va morir sense descendència i el títol de rei titular dels kartvels va passar al seu germà Sumbat d'Ibèria.